# شیوه تولید (آواشناسی)
شیوه تولید (به انگلیسی: Manner of articulation) یکی از پارامترهای اصلی طبقه‌بندی آواها در آواشناسی تولیدی است که به نوع فرایند به کار رفته در تولید آوا می‌پردازد. تمایر میان واکه و همخوان معمولاً از طریق این پارامتر انجام می‌پذیرد. بر اساس این پارامتر، برحسب نوع بست اندام‌های تولیدی، همخوان‌ها تقسیم‌بندی می‌شوند. این اصطلاح در نظریه مختصه‌های ممیز جایگاه ویژه‌ای دارد و یکی از پنج بُعدی است که توسط آن آواهای گفتار تحلیل می‌شود.

## همخوان‌ها
اگر بست کام باشد، نتیجه یک همخوان انسدادی، انسایشی یا خیشومی خواهد بود (به ترتیب مانند همخوان‌های /dʒ/، /b/ و /m/ در زبان فارسی). اگر در بست کامل، فضای کمی برای خروج جریان هوا اختصاص داده شود، نتیجه یک همخوان سایشی خواهد بود (مانند همخوان /s/ در زبان فارسی). بست جزئی منجر به همخوان کناری (مانند همخوان /l/ در زبان فارسی) و بستی که به‌طور مکرر تماس ایجاد کند لرزشی (یا تکریری) (مانند همخوان /r/ در زبان فارسی) خواهد بود و اگر تماس به صورت لحظه‌ای و مختصر باشد، نتیجه همخوان زنشی (مانند واج‌گونه /ɾ/ در زبان فارسی) خواهد بود.

## واکه‌ها
در واکه‌ها دو پارامتر در شیوه طبقه‌بندی آن‌ها دخیل‌اند: فاصله نرمکام و شکل لب‌ها. آواهایی که در شیوه تولید به واکه شباهت دارند، ولی به عنوان همخوان دارای نقش هستند، نیم‌واکه (یا روان) نامیده می‌شوند (مانند همخوان /j/ در زبان فارسی).

## شیوه تولید در زبانشناسی اجتماعی
برخی از زبانشناسان از این اصطلاح جهت طبقه‌بندی گونه‌های زبان بهره می‌برند. کاربرد این اصطلاح در این حوزه، به روابط میان مشارکان درفعالیت زبانی، خصوصاً درجه رسمیت گفتار، ارجاع دارد. برچسب جایگزینی که به جای اصطلاح شیوه تولید در این حوزه پیشنهاد شده، سبک گفتمان است.